# Wojciech Petkowicz
Wojciech Petkowicz (ur. 20 marca 1951 w Lublinie) – generał brygady Wojska Polskiego, naczelny prokurator wojskowy (15 sierpnia 2005 – 12 czerwca 2006).
Absolwent Wydziału Prawa i Administracji Uniwersytetu Marii Curie-Skłodowskiej w Lublinie i Szkoły Oficerów Rezerwy w Ośrodku Szkolenia Wojskowej Służby Wewnętrznej w Mińsku Mazowieckim (1976).
W latach 1976–1979 aplikant, następnie asesor Wojskowej Prokuratury Garnizonowej w Lublinie.
Prokurator w Wojskowej Prokuraturze Garnizonowej w Warszawie od 1980, zastępca wojskowego prokuratora garnizonowego tej prokuratury od 1986 do 1992. W latach 1992–2001 wojskowy prokurator garnizonowy w Warszawie. Odznaczony Złotym Krzyżem Zasługi.
Od 2001 do 2005 wojskowy prokurator okręgowy w Warszawie.
Od 15 sierpnia 2005 do 12 czerwca 2006 zastępca prokuratora generalnego.
Mianowany 15 sierpnia 2005 na stopień generała brygady i następnego dnia na stanowisko naczelnego prokuratora wojskowego. Odwołany ze stanowiska 12 czerwca 2006 z powodu, jak powiedział Radosław Sikorski, różnic filozoficznych.
Uprawiał koszykówkę w klubie AZS Lublin, wiceprzewodniczący Piłkarskiego Sądu Polubownego PZPN.
Żonaty, ma dwóch synów (1981 i 1988). Żona jest lekarzem.